# هارفي إل. بيرغر
هارفي إل. بيرغر (بالإنجليزية: Harvey L. Berger)‏ هو مخترِع أمريكي، ولد في 30 أغسطس 1938، وتوفي في 1 أغسطس 2007.